# Almacenes Félix Sáenz
Los Almacenes Félix Sáenz son un edificio modernista situado en la plaza homónima del centro histórico de la ciudad de Málaga (España).

## Historia
Fue construido entre 1912 y 1914 por el arquitecto malagueño  Manuel Rivera Vera para el empresario Félix Sáenz sobre el antiguo Mercado de Abastos. La planta baja y la entreplanta albergaban los Almacenes Félix Sáenz desde 1914 hasta que en 1987 con proyecto del arquitecto Ángel Asenjo Díaz se reconstruyó su interior y se unió con el edificio de c/ Sebastián Souvirón esquina Moreno Carbonero de Fernando Guerrero Strachan y 1911, así como el de esquina Sagasta de Gerónimo Cuervo y fines del XIX, con lo que los almacenes pasaron a ocupar la totalidad de las plantas de todos los edificios de la manzana.
Aunque al principio Somersen compró la manzana, en septiembre de 2004 se la vendió a Promociones Tres Aceras Málaga, que inició en el 2005 las obras para convertir el conjunto en un edificio de viviendas de lujo, derribando el interior y manteniendo la fachada original según proyecto José Seguí Pérez. En abril de 2006 el complejo en obras pasó a manos de Restaura, pero en el 2009 las obras se paralizaron debido a problemas económicos de la constructora Clar, haciéndose cargo Detecsa. También la aparición de una alhóndiga musulmana y otra cristiana, además de una necrópolis de época andalusí, emiral o califal (siglos VIII - X), con 90 enterramientos orientados a La Meca. En el 2011, ya en manos del Banco Popular al quebrar Restaura, se termina la obra, ocupando H&M los bajos y la entreplanta.

## Descripción
En este edificio se mezclan el modernismo mediterráneo con elementos neobarrocos y es el primer edificio claramente modernista de Málaga, destacando la fachada a la plaza Félix Sáenz, que cuenta con dos miradores en los chaflanes y balcones simples y corridos, con balaustre y rejas, destacando sobremanera las labores de carpintería y la mansardas decoradas del coronamiento de los chaflanes, las del resto del edificio son actuales basada en ellas, pues jamás contó con tal elemento en su historia.
Esta decoración se vuelve menos elegante en la primera sección de las calles laterales, casi fundiéndose en el resto del tramo con los otros edificios de la manzana.